# Ristäckvävare
Ristäckvävare (Centromerus brevivulvatus) är en spindelart som beskrevs av Dahl 1912. Ristäckvävare ingår i släktet Centromerus och familjen täckvävarspindlar. Arten är reproducerande i Sverige. Inga underarter finns listade i Catalogue of Life.